# طابور الإعدام
طابور الإعدام هو مكان أو جزء من السجن، يحتجز فيه السجناء الذين ينتظرون تنفيذ عقوبة الإعدام، ويستخدم المصطلح أيضًا لتصوير أو وصف حالة انتظار الموت (كون الشخص على طابور الموت)، حتى في الأماكن التي لا يوجد فيها سجناء مدانين، إذ بعد أن يثبت جرم شخص ما ويحكم عليه بالإعدام، يبقى على طابور الموت أثناء عمليات الـمناشدة والمثول أمام القضاء.
معارضوا عقوبة الإعدام يقولون أن احتجاز السجين مع عدم التأكد من مصيره أو مصيرها، يشكل نوع من الوحشية الذهنية وخصوصا لطوابير الموت الطويلة حيث يصل المدانون إلى مرحلة يكونون فيها معتلين عقليا، وهو ما يعرف بـ"ظاهرة طابور الإعدام"، وفي الحالات الشديدة يحاول المدانون الإنتحار.
في الولايات المتحدة، ينتظر السجناء سنينا قبل تنفيذ الحكم بسبب الفترات الطويلة والتعقيدات لعمليات المناشدة التي تجري في القضاء، وقد تضاعف الوقت بين عملية الحكم والإعدام بشكل ثابت نسبيا بين الأعوام 1977 و2010، ويشمل قفزة بمقدار 22% بين عامي 1989 و1990 وقفزة صغيرة بين 2008 و2009، أما في 2010، فقد وصل معدل طابور الإعدام، أي ما بين الحكم والتنفيذ نحو 178 شهرًا (قرابة 15 عامًا)، وتقريبا ربع الوفيات في طابور الإعدام في الولايات المتحدة ترجع لأسباب طبيعية.
في المملكة المتحدة عندما كان معمولا بحكم الإعدام، كان يعطى المدانون مناشدة واحدة للحكم، فإذا كانت المناشدة تتضمن نقطة مهمة في القانون فهي تؤخذ إلى مجلس اللوردات، وإذا كانت المناشدة ناجحة، يتم تغيير الحكم إلى السجن مدى الحياة، وقد كانت وزارة الداخلية في بريطانيا لديها السلطة لتطبيق حق السيادة الملكية في الرحمة لإرجاء الإعدام وتغيير الحكم إلى السجن مدى الحياة. 

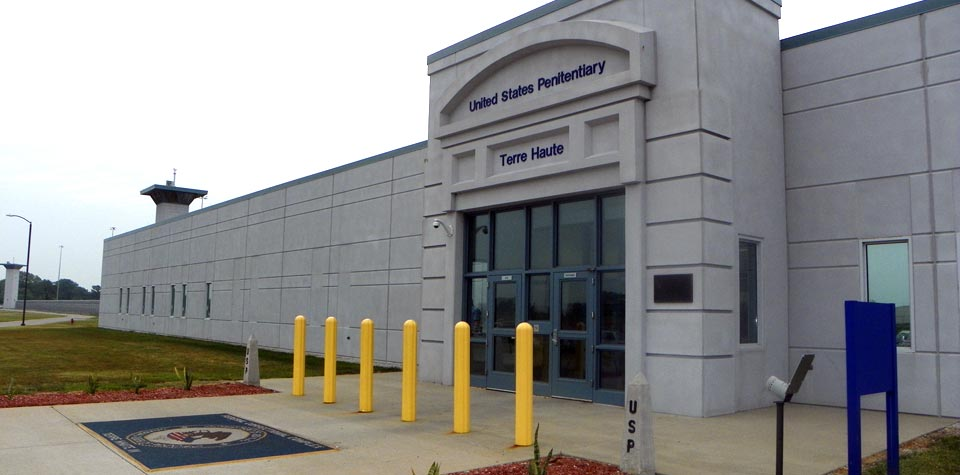
تيري هاوت، اصلاحية الولايات المتحدة حيث يوضع سجناء طابور الاعدام المحكومين الذكور في من قبل حكومة الولايات المتحدة الفدرالية

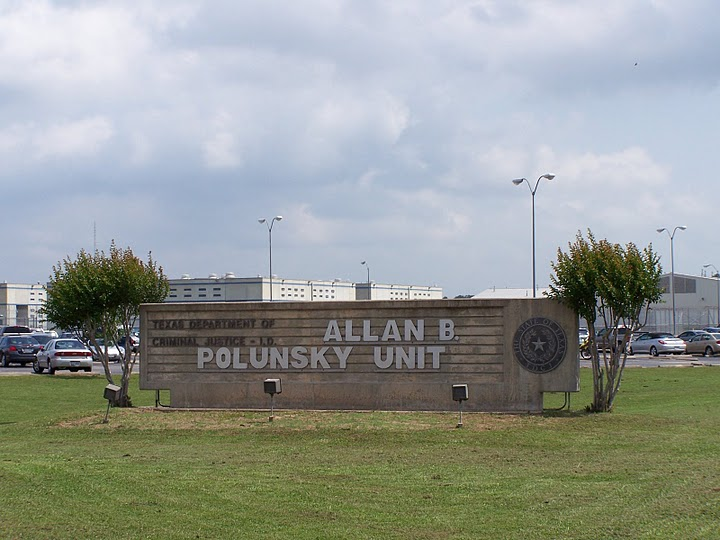
وحدة الان بولونسكي التي تضمن المدانين الذكور المحكومين في ولاية تيكساس

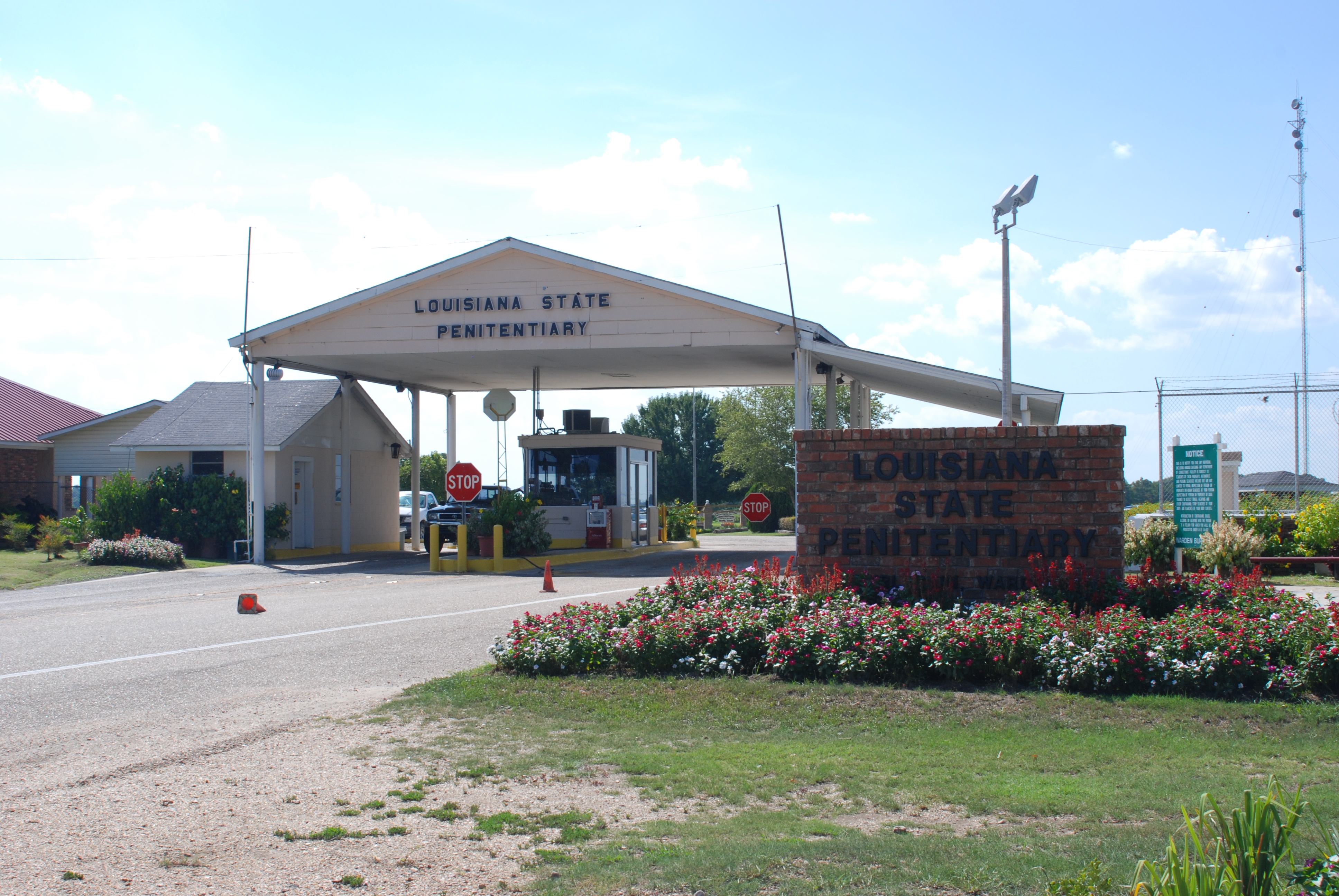
اصلاحية ولاية لويزيانا التي تضم سجناء طابور الموت الذكور المحكومين في ولاية لويزيانا

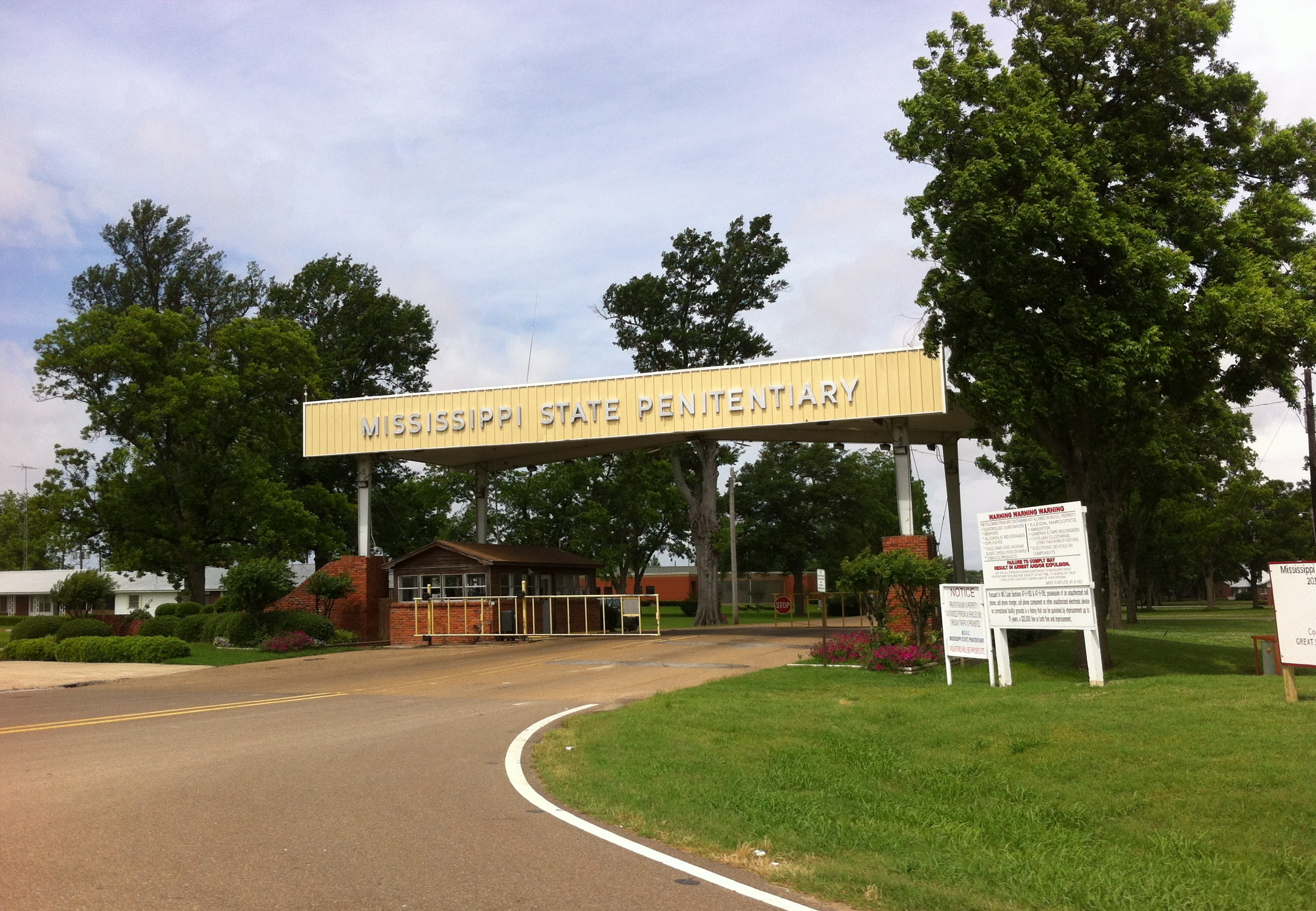
اصلاحية ولاية مسسيبي التي تضم محكومي الاعدام الذكور في ولاية مسسبي